# Sommer (film)
 For alternative betydninger, se Sommer (flertydig). (Se også artikler, som begynder med Sommer)
Sommer (russisk: Лето) er en russisk spillefilm fra 2018 af Kirill Serebrennikov.

## Medvirkende
- Teo Yoo som Viktor Tsoj (forsanger i Kino)
- Roman Bilyk som Mike Naumenko
- Irina Starsjenbaum som Natasja Naumenko
- Filipp Avdejev som Ljosja
- Jevgenij Serzin som Oleg